# Takeshi Aono
Takeshi Aono (jap. 青野 武 Aono Takeshi; ur. 19 czerwca 1936 w Asahikawie, zm. 9 kwietnia 2012 w Hachiōji) – japoński seiyū, aktor dubbingowy i narrator związany z Aoni Production. Był absolwentem Hokkaidō Asahikawa Higashi High School. Dubbingował takich aktorów jak Joe Pesci, Christopher Lloyd, Danny DeVito i Harry Dean Stanton.
W 2010 roku wycofał się z zawodu z powodu tętniaka rozwarstwiającego i udaru mózgu. Dwa lata później zmarł w wieku 75 lat na zawał mózgu.

## Filmografia
- 1973: Wojna planet –
  - Masaki,
  - Komandor (odc. 12)
- 1975: Sinbad – Niebieski Dżin
- 1977: Przygody Charlotte Holmes – Roger
- 1978: Ie naki ko – Jerome Baraberin
- 1978: Yattaman – Yonkyo
- 1979: Wiewiórcze opowieści – Akacho
- 1980: Cudowna Podróż – Wind Rush
- 1981: Urusei Yatsura – różne postacie
- 1981: Gigi – kapitan Gokō
- 1982: Tajemnicze Złote Miasta – Sancho
- 1984: Pięść Północnej Gwiazdy – Rihaku
- 1986: Dragon Ball –
  - Ninja Murasaki,
  - Ginkaku,
  - Król Piccolo,
  - Kami
- 1988: Mała Dama – Reynolds
- 1989: Kimba, biały lew – Raulo (odc. 8)
- 1989: Anpanman –
  - Hanabiman (pierwszy głos),
  - Baron Horagai,
  - Donutsman (drugi głos),
  - Tongarashi (drugi głos)
- 1989: Dragon Quest: Yusha Abel Densetsu – generał Ludoff
- 1989: Dragon Ball Z –
  - Kami,
  - Król Piccolo
- 1989: Ranma ½ –
  - Gambling King,
  - Kinnii
- 1990: Muminki – pirat
- 1991: City Hunter – Phantom Killer (odc. 5-6)
- 1991: Dragon Quest: Dai no Daibōken –
  - Hadlar,
  - Mazohho
- 1992: Shin-chan – różne postacie
- 1993: Yaiba – legendarny samuraj – Matsuo Bashō
- 1994: Kidō Butōden G Gundam – Birdman
- 1995: Chibi Maruko-chan – Tomozō „Ojii-chan” Sakura (drugi głos)
- 1996: Zorro – Timoteo
- 1996: Detektyw Conan –
  - Norikazu Sasai,
  - Nicodimus Stanley
- 1997: Zapiski detektywa Kindaichi – Eisaku Iwata
- 1997: Dr. Slump – Ankoromochi
- 1998: Yu-Gi-Oh! – Sugoroku Muto
- 1998: Cowboy Bebop – Doohan
- 1998: Trigun – Stan
- 2000: InuYasha – Kaijinbo
- 2000: One Piece –
  - Dracule „Jastrzębiooki” Mihawk[a],
  - Woop Slap (odc. 45)
- 2001: Król szamanów – Yohmei Asakura
- 2002: Naruto – Tazuna
- 2003: D.N.Angel – Daiki Niwa
- 2003: Bobobo-bo Bo-bobo –
  - Old Master Somen,
  - Master Tuna Fillet,
  - Ramen Master
- 2004: Girls Bravo – Sakanahara
- 2004: Yu-Gi-Oh! GX – doktor Zweinstein
- 2004: Monster – Haitomaiya
- 2005: Eureka Seven – Axel Thurston
- 2005: Basilisk – Azuki Rousai
- 2005: Hachimitsu to Clover – przywódca
- 2005: Mushishi – Uro Mamoru
- 2005: MegaMan NT Warrior – Mitsuhasa
- 2006: Gintama – Hiraga Gengai
- 2006: Melancholia Haruhi Suzumiyi – właściciel
- 2006: Zero no Tsukaima – stary Osman
- 2006: D.Gray-man – uczony
- 2006: Pumpkin scissors – starzec
- 2007: Clannad – Toshio Kōumura
- 2008: Księga przyjaciół Natsume – Tsuyukami
- 2008: Golgo 13 – Kickarse